# NHIndustries
NHIndustries – europejskie konsorcjum powołane w 1992 roku przez francusko-niemiecki Eurocopter Group, włoską Agustę i holenderski Stork Fokker Aerospace w celu zbudowania śmigłowca NHI NH90. Litery NH oznaczają NATO Helicopter.
Obecne udziały poszczególnych firm wchodzących w skład NHIndustries:
- Eurocopter 62,5% (31,25% Eurocopter Francja i 31,25% Eurocopter Niemcy)
- Agusta: 32%
- Fokker: 5,5%

Firma odpowiedzialna jest za produkcję, rozwój, promocję i serwisowanie śmigłowców. 1 września 1992 roku konsorcjum podpisało umowę z NAHEMA (NATO Helicopter Management Agency) na opracowanie i budowę prototypów śmigłowca NH-90. NAHEMA reprezentowała Niemcy, Francję, Holandię, Włochy i Portugalię (od 2001 roku), zainteresowane budową i wykorzystywaniem nowego średniego śmigłowca wielozadaniowego. Pomimo początkowych trudności 30 czerwca 2000 roku państwa partnerskie programu podpisały kontrakt na budowę pierwszych 243 seryjnych śmigłowców z opcją na 55 dalszych. Obecnie firma dysponuje zamówieniami na ponad pół tysiąca śmigłowców.